# Конде сир Ин
Конде сир Ин (фр. Condé-sur-Huisne) насеље је и општина у северној Француској у региону Доња Нормандија, у департману Орн која припада префектури Мортањ о Перш.
По подацима из 2011. године у општини је живело 1334 становника, а густина насељености је износила 76,19 становника/km². Општина се простире на површини од 17,51 km². Налази се на средњој надморској висини од 121 метар (максималној 220 m, а минималној 107 m).

## Демографија
| 1962. | 1968. | 1975. | 1982. | 1990. | 1999. | 2011. |
| ----- | ----- | ----- | ----- | ----- | ----- | ----- |
| 923   | 950   | 1.050 | 1.134 | 1.131 | 1.175 | 1.334 |

График промене броја становника у току последњих година